# Angelmodde

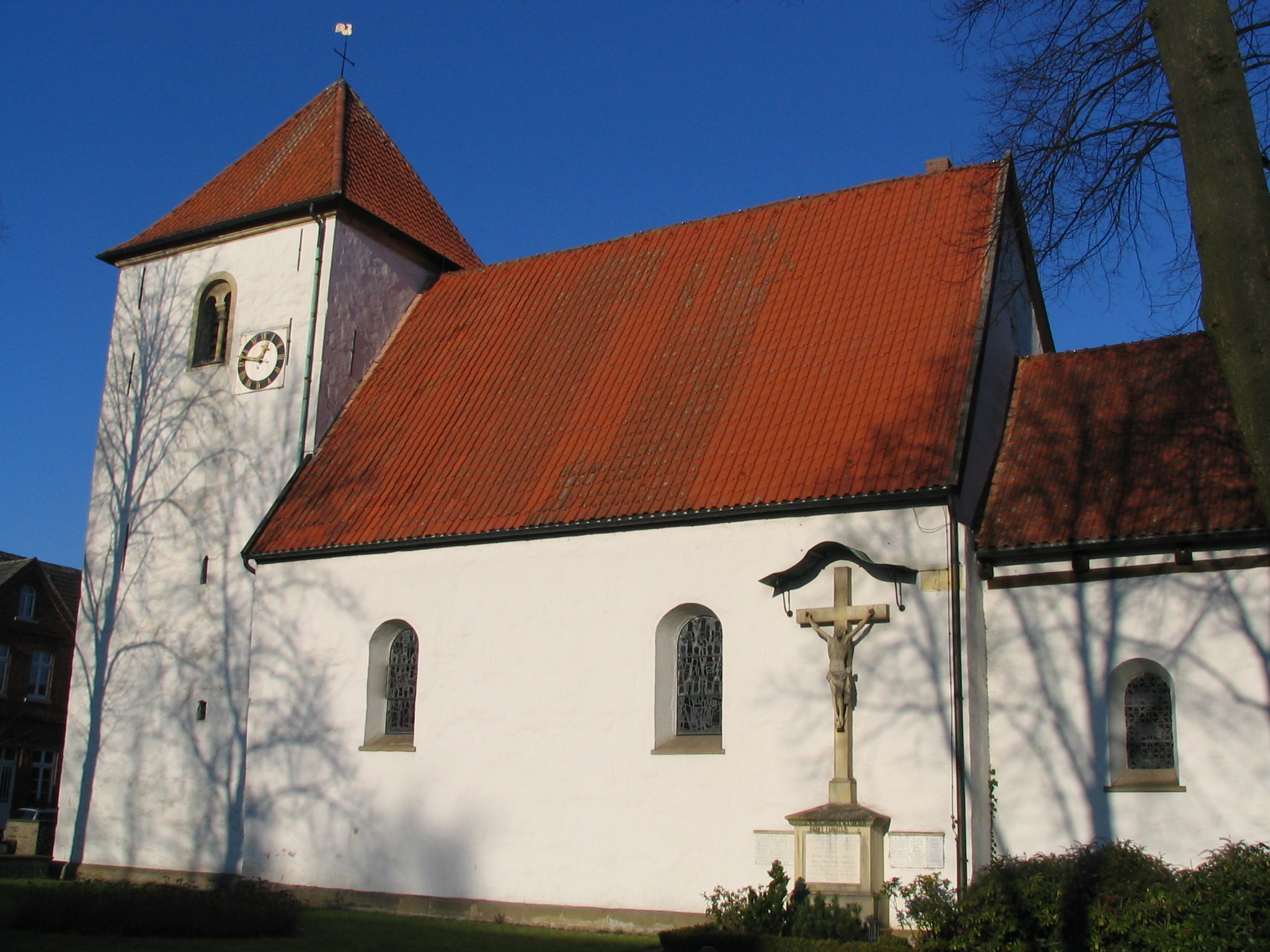
St.-Agatha-Kirche Angelmodde

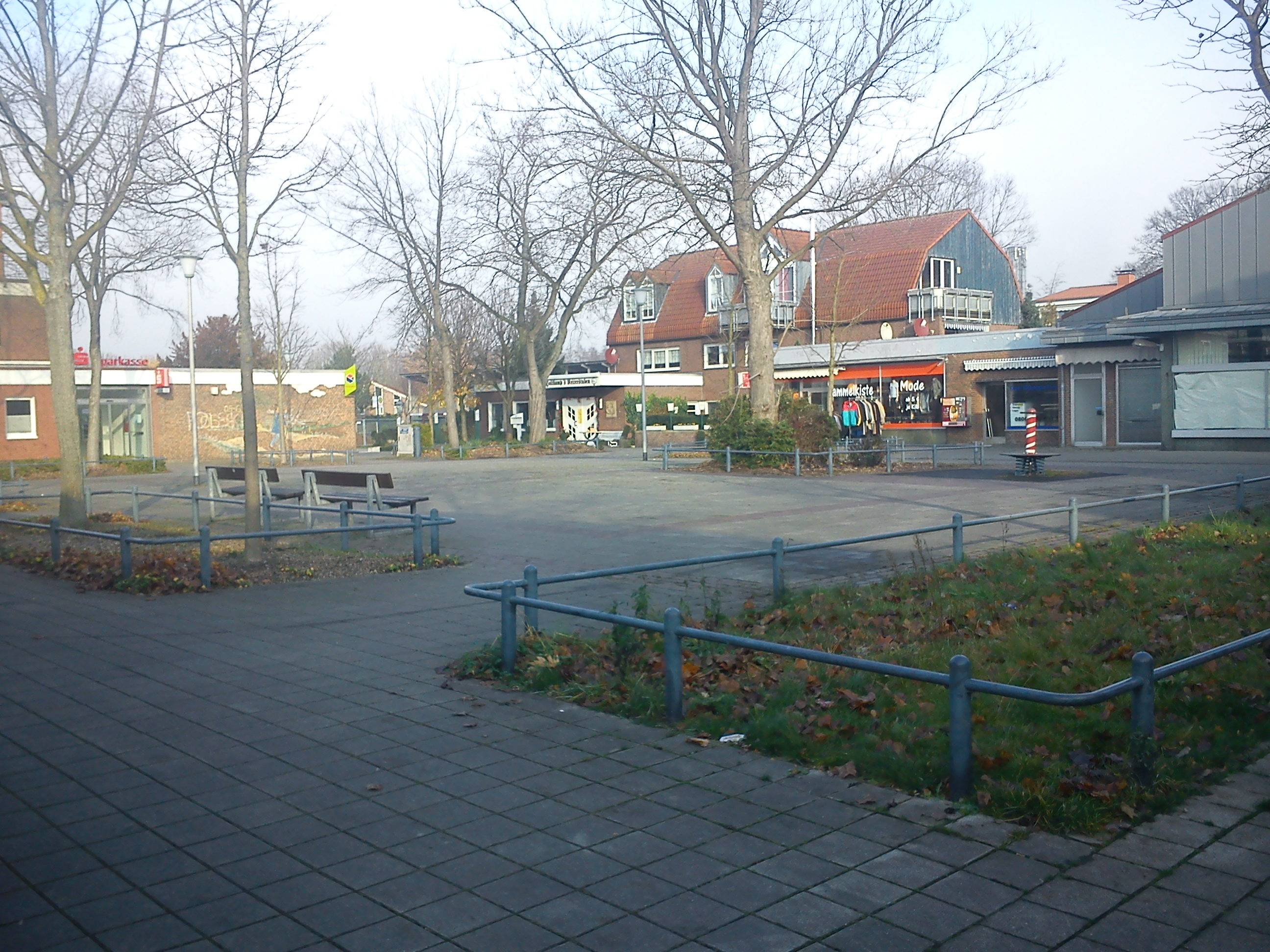
Junker-Jörg-Platz

Angelmodde ist ein Stadtteil von Münster. Er liegt im Südosten der Stadt, umgeben von den Stadtteilen Hiltrup im Westen, Gremmendorf im Norden und Westen und Wolbeck im Osten. Zurzeit (Ende 2023) hat Angelmodde 8.818 Einwohner. Der Ortsteil erstreckt sich über eine Fläche von 5,01 km². Er teilt sich auf in Angelmodde-Dorf, das in der Nachkriegszeit entstandene Angelmodde-West sowie die neuere Angelmodde-Waldsiedlung.
Amalie von Gallitzin und Otto Hersing lebten in Angelmodde.

## Lage
Angelmodde liegt im Südosten der Stadt Münster und wird durchflossen von der Angel, die bei Angelmodde-Dorf in die größere Werse mündet und von der Werse, die Angelmodde-Dorf von Angelmodde-Waldsiedlung trennt. Die Ortschaft liegt etwa 54 Meter über NN.

## Geschichte

### Frühe Siedlungsgeschichte
Die frühesten Spuren menschlicher Besiedlung in Angelmodde stammen aus der Mittelsteinzeit. Der umfangreiche Fund eines Urnenfriedhofes an der Grenze zu Gremmendorf ist bronzezeitlichen Ursprungs. Das älteste Kulturland, das auf dauerhafte Besiedlung hindeutet, stammt aus der Zeit um 800 vor Christus. An den Rändern von Langstreifenäckern entstanden auf kleinen Bodenerhebungen Bauten, darunter die späteren Höfe Borgmann, Althoff und Homann. Gegen Ende des 9. Jahrhunderts wurde das münsterische Kirchenvermögen zwischen dem Bischof und dem Domkapitel aufgeteilt. Dabei erhielt der Bischof das Lehen um Haus Lütkenbeck, während die Höfe im Angelmodder Gebiet an das Domkapitel fielen.
Bis zum Spätmittelalter entstanden einige weitere Höfe. Die älteren, mittlerweile großen Höfe wurden geteilt: Dadurch entstanden die sogenannten Zwiehöfe, wie etwa Althoff (alter Hof) und Niehoff (neuer Hof).
Zwischen 1042 und 1063 gelangte der münsterische Domherr Nithung in den Besitz dieser Güter. Er ließ eine Lehmburg in der Werseschleife bei Angelmodde errichten, aus der sich später der Hof Hoffschulte entwickelte. Vermutlich stiftete Nithung auch die Kirche St. Agatha, da die heilige Agatha wahrscheinlich dessen Familienpatronin war.

### Entwicklungen seit dem 20. Jahrhundert
Angelmodde war bis zur ersten Hälfte des 20. Jahrhunderts eine kleine Siedlung. Zwischen 1938 und 1940 errichtete der Bauunternehmer Peter Büscher ca. 20 Häuser für seine Arbeiter und schuf damit die Peter-Büscher-Siedlung. In den 1950er Jahren folgte der Bau vieler neuer Häuser, vor allem für die britischen Soldaten; im Zuge dessen entstanden u. a. auch Kirchen wie die Friedenskirche, die St.-Bernhard-Kirche sowie Schulen wie die Annette-Schule und später die Osthuesheide-Volksschule. Das Wachstum von Angelmodde verlief so rasant, dass es zeitweilig zur landesweit am schnellsten wachsenden Gemeinde wurde. Die 60er-Jahre-Siedlung an der Schlesienstraße hat mittlerweile sogar Denkmalstatus.

### Eingemeindung
Am 1. Januar 1975 wurde Angelmodde zusammen mit Albachten, Amelsbüren, Handorf, Hiltrup, Nienberge, Roxel, Sankt Mauritz und Wolbeck nach Münster eingemeindet.

### Name
Erstmals trat der Ortsname 1175 als „Angelmudden“ auf, was auf den Zusammenfluss der beiden Flüsse Werse und Angel hinweist. Dabei stehen Mud oder mund wörtlich für Mündung der Angel, die bei Angelmodde in die Werse mündet.

## Statistik
Strukturdaten der Bevölkerung in Angelmodde am 31. Dezember 2020:
- Bevölkerungsanteil der unter 20-Jährigen: 22,9 % (Münsteraner Durchschnitt: 17,4 %)[6]
- Bevölkerungsanteil der mindestens 60-Jährigen: 25,8 % (Münsteraner Durchschnitt 23,5 %)[7]
- Ausländeranteil: 17,3 % (Münsteraner Durchschnitt: 10,9 %)[8]